# Ute Eberl
Ute Eberl (* 1962) ist eine deutsche römisch-katholische Theologin. Sie arbeitet im Erzbischöflichen Ordinariat Berlin in leitender Funktion in der Erwachsenenbildung und Erwachsenenpastoral und wurde von Papst Franziskus als Gasthörerin (Auditrix) zur dritten außerordentlichen Bischofssynode in Rom eingeladen.

## Leben
Ute Eberl ist zur Diplom-Theologin ausgebildet. Sie ist verheiratet, Mutter von drei Kindern und Mitglied der Pfarrgemeinde Vom Guten Hirten in Berlin-Marienfelde.
Sie ist Mitglied im Vorstand der Arbeitsgemeinschaft für katholische Familienbildung, die der Fachverband für Familienbildung und Familienpastoral in der katholischen Kirche in Deutschland ist.
Ute Eberl war im Erzbistum Berlin für die Fragebogenaktion zuständig, mit der der Papst weltweit die Einstellung von Katholiken zu Moralfragen erfassen will.

## Außerordentliche Bischofssynode in Rom 2014
Ute Eberl hat als eine der wenigen Frauen und als einziger deutscher Laie bei der dritten außerordentlichen Bischofssynode teilgenommen, die im Beisein des Papstes und den Vorsitzenden der über einhundert Bischofskonferenzen vom 5. bis zum 19. Oktober 2014 in Rom stattfand und unter dem Motto „Die pastoralen Herausforderungen der Familie im Kontext der Evangelisierung“ stand. Von Seiten der deutschen Bischofskonferenz nahm Reinhard Kardinal Marx an der Synode teil.
Während der außerordentlichen Bischofssynode, die zur Vorbereitung der 14. Ordentlichen Generalversammlung der Bischofssynode unter dem Motto „Die Berufung und Sendung der Familie in Kirche und Welt von heute“ vom 14. bis zum 24. Oktober 2015 diente, hatte sie beratende Aufgaben. Bei ihrem Vortrag forderte sie die Zuhörer auf, eher in die Wohnzimmer als in die Schlafzimmer der Familien zu schauen. Christoph Kardinal Schönborn teilte diese Auffassung und sagte, dass auch der Papst dieser Auffassung sei.
Ute Eberl zeigte sich nach der Synode vom Schlusswort des Papstes beeindruckt und bestärkt. Er hatte die Teilnehmer aufgefordert, kontroverse Debatten zu führen und einem Streit nicht aus dem Weg zu gehen. Sie ist der Auffassung, dass die Synode gezeigt hat, dass die Kirche „ihre Komfortzone verlassen müsse“ und mehr über das tatsächliche Familienleben in der ganzen Welt hören solle. Die Kirche müsse Antworten auf die vielen während der Synode gestellten Fragen geben und dabei „nicht zuerst mit der Brille des Kirchenrechts schauen“.
Die Teilnahme von Ute Eberl wurde international rezipiert.